# De Dansende Dolfijn (Efteling)
De Dansende Dolfijn is een voormalige sprookjesuitbeelding in het Sprookjesbos van het Nederlandse pretpark de Efteling die bestond van 1964 tot 1970.
De uitbeelding bestond uit een rond bassin waarin een visachtig wezen rondjes zwom op de tonen van het muziekstuk Moon River van componist Henry Mancini. 

## Geschiedenis
De Dansende Dolfijn werd naar een idee van Peter Reijnders en een ontwerp van Anton Pieck geopend op de locatie waar oorspronkelijk het borstbeeld van Kogeloog te vinden was. De attractie was slechts enkele jaren operationeel en werd in 1970 vervangen door het beeld van De Kleine Zeemeermin. 
Lijst van attracties in de Efteling · Lijst van sprookjes in de Efteling · Afbeeldingen